# 奧地利文化
奧地利文化受到了其鄰國意大利、波蘭、德國、匈牙利、波希米亞等國的影響。在音樂方面，奧地利首都維也納一直以來都是重要的音樂創新中心。18至19世紀，哈布斯堡家族是音樂家的主要資助者，吸引眾多音樂家來到維也納，使得維也納成為歐洲的交響樂之都。莫扎特、大施特勞斯和小施特勞斯等音樂家都和維也納有淵源。維也納愛樂樂團和維也納少年合唱團現在仍然享譽世界。

## 奧地利文學
文學方面，奧地利文學在德語文學中有重要地位，著名的奧地利文學家有亞瑟·施尼茨勒、托馬斯·伯恩哈德、羅伯特·穆齊爾、格奧爾格·特拉克爾、弗朗茨·格里帕澤、和彼得·漢德克等。奧地利的薩爾城堡歷史城區和維也納都被列為世界文化遺產。